# Старый Шимск
Старый Шимск — деревня в Шимском районе Новгородской области, с 12 апреля 2010 года входит в Шимское городское поселение, прежде входила в состав, ныне упразднённого, Борского сельского поселения.
Деревня находится на Приильменской низменности. Расположена на левом берегу реки Шелонь в 4 км от её устья. С северо-западной стороны в непосредственной близости от деревни проходит автодорога А116 Великий Новгород — Шимск.
Ближайшие населённые пункты: деревни Заречье (1 км), Усполонь (на противоположном берегу), райцентр пгт. Шимск (2 км).
В деревне есть четыре улицы:
- Зелёная
- Полевая
- Дачная
- Ручьёвая

В 1870 году в Старом Шимске была открыта школа, которая называлась Шимское двухклассное министерское училище. Её посещали дети из окрестных деревень, в том числе и из будущего райцентра — пгт. Шимска. Школа просуществовала до 1917 года.
Образованная в 1878 году станция Шимск (современный райцентр Шимск), ныне не существующей железной дороги Новгород — Старая Русса, получила своё название от уже существовавшей тогда деревни Старый Шимск.